# Karelia
Karelia é uma banda de heavy metal francesa criada em 2000 por Lionel Vest e Matthieu Kleiber.

## História
Primeiro lançamento de Karelia foi uma auto-intitulada demo em 2000.
Seu primeiro álbum inteiro Usual Tragedy foi lançado em 2004 em uma gravadora alemã chamada Drakkar Records. Estava inclusas alguns arranjos orquestrais que são a razão do porque as músicas da banda são rotuladas como symphonic heavy metal ou simplesmente symphonic metal. Literalmente, Usual Tragedy é um álbum conceitual sobre um homem que atravessou a Guerra Mundial. perdeu seu pai durante a primeira, e perdeu sua amada durante a segunda, testemunharam a violência e a loucura do homem, eventualmente perdeu sua sanidade e morreu sozinho e anônimo em um hospital.
Seu segundo álbum, Raise, lançado em 2005 na Drakkar Records foi bom, não é orquestral como o Usual Tragedy mas foi sombrio, com atmosfera melancólica que já podiam ser ouvidas no primeiro álbum como boa e que virou a marca chave da banda; isso porque a música de Karelia algumas vezes era rotulada de gothic metal. As letras concordam com vários temas como a cegueira e enganação do povo por um líder carismático ("Raise"), guerras religiosas ("Cross and Crescent"), infância ("Child Has Gone", "Unbreakable Cordon"), depressão ("Breakdown").
Em Janeiro de 2007, tecladista Bertrand Maillot deixou a banda, e Jack Ruesch entrou na banda como segundo guitarrista.
Em Junho de 2007, a banda finalizou a gravação do terceiro álbum Restless. A primeira expectativa de ser lançado foi em Setembro/Outubro de 2007 (como declarou em janeiro de 2007 em seu site), mas Karelia mais tarde anunciou em seu MySpace que seria lançado pela gravadora francesa Season Of Mist; o site da gravadora mostrou em 21 de Abril de 2008 como a data de lançamento. A arte da capa não foi revelada ainda. Restless terá novas orientações musicais, apresentando elementos industriais, como pode ser ouvido em samples disponíveis no MySpace da banda.
No fim de Novembro de 2007, Karelia abriu show para a banda alemã Scorpions por três de seus shows na França. Para seu álbum Golden Decadence, convidaram o guitarrista Rudolf Schenker para participação em duas faixas.

## Influências
De acordo com o frontman da banda Matthieu Kleiber, os membros tem várias influências, citando algumas como o clássico Guns N' Roses e Aerosmith, e o ex-tecladista Bertrand Maillot, com influência de Whitesnake para o baixista Gilles Thiebaut, bandas de symphonic heavy metal para o guitarrista Erwan Morice e baterista Loïc Jenn.

## Integrantes
Integrantes atuais
- Matthieu Kleiber – backing vocal, vocalista
- Erwan Morice – guitarrista
- Jack Ruesch – guitarrista
- Gilles Thiebaut – baixista
- Loïc Jenn – baterista

Ex-integrantes
- Bertrand Maillot – tecladista
- Chris Savourey – guitarrista
- Claude Gasparini – baixista
- Lionel Vest – guitarrista, tecladista
- Sébastien Fellmann – guitarrista

## Discografia
Álbuns
- Usual Tragedy (2004)
- Raise (2005)
- Restless (2008)
- Golden Decadence (2011)

Demos
- Karelia (2000)